# Diglyphus agrophlomicum
Diglyphus agrophlomicum är en stekelart som beskrevs av Kurashev 1990. Diglyphus agrophlomicum ingår i släktet Diglyphus och familjen finglanssteklar.
Artens utbredningsområde är Turkmenistan. Inga underarter finns listade i Catalogue of Life.